# ウィリアム・フィールディング (第5代デンビー伯爵)
第5代デンビー伯爵および第4代デズモンド伯爵ウィリアム・フィールディング（英語: William Feilding, 5th Earl of Denbigh and 4th Earl of Desmond、1697年10月26日 – 1755年8月2日）は、イギリスの貴族。1717年までフィールディング子爵の儀礼称号を使用した。

## 生涯
第4代デンビー伯爵および第3代デズモンド伯爵バジル・フィールディングとヘスター・ファイアブレイス（Hester Firebrace、1676年1月3日 – 1726年1月1日、初代準男爵サー・バジル・ファイアブレイスの長女）の長男として、1697年10月26日に生まれた。1715年12月17日、オックスフォード大学クライスト・チャーチに入学した。
1717年3月18日に父が死去すると、デンビー伯爵とデズモンド伯爵の爵位を継承した。
1718年頃にイサベラ・デ・ヨンゲ（Isabella de Jonge、1769年5月16日没、ペーテル・デ・ヨンゲの娘）と結婚、1男をもうけた。
- バジル（1719年 – 1800年） - 第6代デンビー伯爵、第5代デズモンド伯爵

1755年8月2日に57歳で死去、一人息子バジルが爵位を継承した。